# Krishnaraja Wadiyar IV.

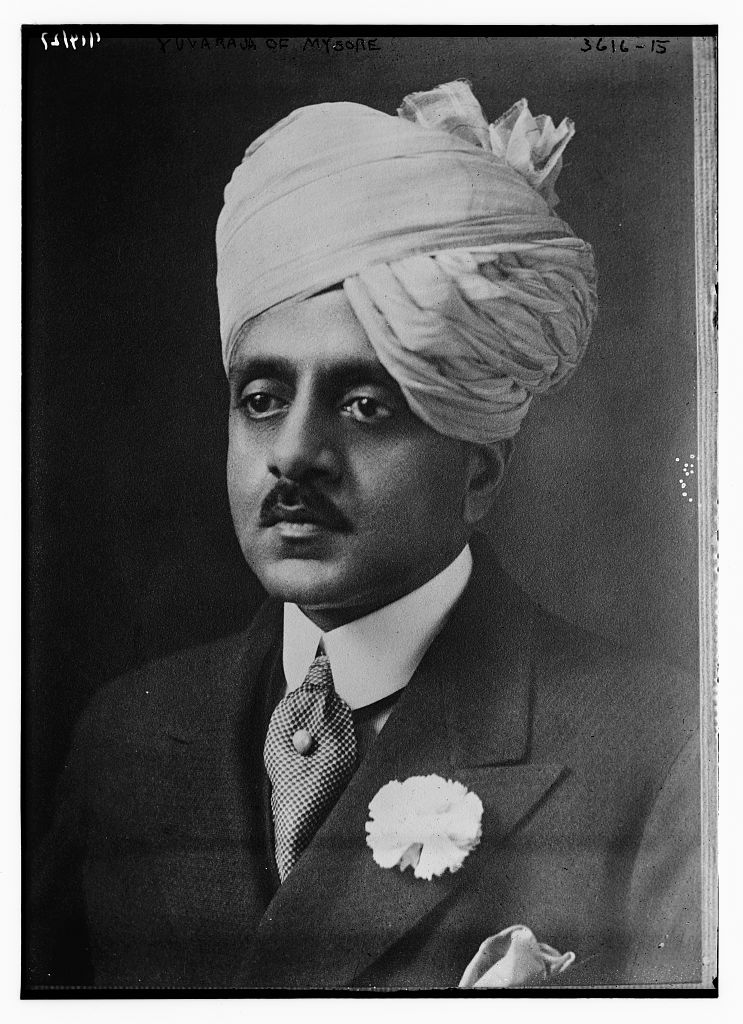
Krishnaraja Wadiyar IV.

Krishnaraja Wadiyar IV. (* 4. Juni 1884 in Mysore; † 3. August 1940 in Bangalore) war ein indischer Maharaja. Er war ab 1894 bis zu seinem Tode im Jahr 1940 der 24. Maharaja des Königreichs von Mysore.

## Leben
Krishnaraja Wadiyar IV. wurde am 4. Juni 1884 im königlichen Palast (Jaganmohan-Palast) in Mysore geboren. Er war der älteste Sohn des Maharaja Chamarajendra Wadiyar X. und der Maharani Vani Vilas Sannidhana. Nachdem sein Vater 1894 in Kalkutta gestorben war, regierte seine Mutter den Staat als Regentin bis Krishnaraja Wadiyar am 8. August 1902 volljährig wurde und die Regierungsgeschäfte übernahm. Eingesetzt und bestätigt mit voller Regierungsgewalt wurde er von Vizekönig Lord Curzon persönlich im Jaganmohana-Palast in Mysore.
Am 6. Juni 1900 heiratete er Maharani Pratapa Kumari Ammani (geboren 1889), Fürstin von Kathiawar im heutigen Gujarat.
Er galt als ein Philosophen-König und wurde mit dem altindischen Kaiser Ashoka verglichen. Mahatma Gandhi nannte ihn Rajarshi, was so viel wie „heiliger König“ bedeutet. Von seinen Anhängern wurde sein Königreich als Rama Rajya bezeichnet, als „ideales Königreich“ (entsprechend der Herrschaft des Gott-Königs Rama). Lord John Sankey lobte im Jahr 1930 bei der zweiten Konferenz am Runden Tisch in London, Mysore als „am besten verwalteten Staat weltweit“. Krishnaraja Wadiyars Regierungszeit wurde oft als „Goldenes Zeitalter von Mysore“ bezeichnet. Persönlich war er ein begeisterter Musiker, der mehrere Instrumente beherrschte und stets als Freund der Musik, sowohl der indischen als auch der klassischen westlichen Musik, der Kunst und der Wissenschaften galt. Die erste Universität eines indischen Fürstenstaates überhaupt wurde von ihm in Mysore gegründet. Das von seiner Mutter gegründete Indian Institute of Science in Bangalore wurde von ihm großzügig mit Land und finanziellen Mitteln ausgestattet.
Mysore war das erste Fürstentum in Indien das bereits 1881 eine Volksvertretung, die Assembly, etabliert hatte. Diese Einrichtung wurde in den Regierungsjahren von Krishnaraja Wadiyar IV. ausgebaut in ein Zwei-Kammer-System und mit gesetzgeberischen Vollmachten ausgestattet. Während seiner Herrschaft wurde in Mysore als erstem Staat in Asien Wasserenergie zur Elektrifizierung genutzt. Bangalore war die erste asiatische Stadt, in der im August 1905 elektrische Straßenbeleuchtung installiert wurde. 1912 wurde der während der Regentschaft seiner Mutter begonnene neue Palast Amba Vilas fertiggestellt.
Zum Zeitpunkt seines Todes galt er als einer der reichsten Männer seiner Zeit, mit einem geschätzten persönlichen Vermögen von 400 Millionen USD, was im Jahre 2010 56 Mrd. USD entsprochen hätte.
Während der 39-jährigen Regierungszeit amtierten die folgenden Premierminister:
1. P. N. Krishnamurti (1901–1906)
2. V. P. Madhava Rao (1906–1909)
3. T. Ananda Rao (1909–1912)
4. M. Visvesvaraya (1912–1919)
5. M. Kantaraj Urs (1919–1922)
6. Albion Rajkumar Banerjee (1922–1926)
7. Mirza Ismail (1926–1941)

## Ehrungen
- 1903: Delhi Durbar Gold Medal
- 1907: Knight Grand Commander des Order of the Star of India
- 1911: Delhi Durbar Gold Medal
- 1911: Bailiff Grand Cross des Order of Saint John
- 1917: Knight Grand Cross des Order of the British Empire
- 1935: King George V Silver Jubilee Medal
- 1937: King George VI Coronation Medal